# 檀憑之
檀憑之（4世紀—404年3月27日），字慶子，高平郡金鄉縣人。東晉時期將領，曾與劉裕一同舉兵討伐桓玄，但期間戰死。

## 生平
檀憑之年輕時就聰慧有智，家庭和諧，故為當世所稱許。檀憑之當時亦養育仍為童稚的堂侄檀韶及其四名弟弟，待他們如同己子。
檀憑之初任會稽王司馬道子的行參軍，後遷桓脩的長流參軍，領東莞太守，加寧遠將軍。檀憑之因為與劉裕同州，且曾數度一同領軍，所以彼此交情甚密，在元興三年（404年），劉裕計劃在京口起義兵討伐時已篡奪東晉帝位的桓玄，檀憑之就以父母之喪借故到京口與劉裕會合，與其合謀。
二月乙卯日（3月24日），劉裕正式舉兵，次日殺害徐州刺史桓脩並佔領京口。及後劉裕被推為盟主，總督徐州事，並以檀憑之為其司馬。三月戊午日（3月27日），劉裕與桓玄所派的吳甫之於江乘大戰，劉裕吳甫之後進至羅落橋，遭另一將領皇甫敷迎擊。當時劉裕與檀憑之各領一軍，檀憑之兵敗被殺，餘眾退散，劉裕則奮勇力戰，殺皇甫敷。
同年劉裕攻佔建康，奉大將軍司馬遵建立行臺，贈檀憑之冀州刺史。義熙初年，檀憑之更被加追贈散騎常侍，追封曲阿縣公，食邑三千戶。

## 逸事
- 據說有一次劉裕與何無忌、魏詠之等在檀憑之家聚會商討起兵，有一相士韋叟見檀憑之就大驚，說：「你很快就有戰事之禍，離現在不過三四日而已，你應該深居以避禍，不可以輕率外出。」又曾經有相士向劉裕及何無忌說他們都會極為貴顯，但卻說檀憑之沒有福相。當時劉裕和何無忌都認為他們既然共同進退，不會有這樣大的分別，不明其意，直至檀憑之戰死，劉裕才明白。

## 家庭
- 檀和之，檀憑之子，劉宋將領，官至右衛將軍、南兗州刺史[3]。
- 檀韶，檀憑之堂侄，曾參與討伐桓玄、滅南燕及討伐盧循等戰事，在東晉官至左將軍、江州刺史。後入劉宋，很見寵待。
- 檀祗，檀韶弟，檀憑之死後代領其兵，後參與平定桓玄餘黨。在東晉官至右將軍、青州刺史。入劉宋後被徵為領軍將軍、散騎常侍。
- 檀道濟，檀祗弟，東晉及劉宋重要將領，在東晉官至宋國侍中、領世子中庶子，兗州大中正。劉宋官至司空、江州刺史。後因被彭城王劉義康猜忌而被誅殺。

## 延伸阅读
[在维基数据编辑]
 《晉書·卷085》，出自房玄齡《晉書》